# 冬の旅人 (久石譲の曲)
「冬の旅人」（ふゆのたびびと）は、久石譲のシングル。1989年1月10日に、NECアベニュー / IXIAからリリースされた。

## 解説
- 前作「Night City」から約5ヶ月ぶりとなるシングル。
- 「冬の旅人」は、前年に発売されたアルバム『illusion』[2]のシングルカットで、フジテレビ・東海テレビ系ドラマ『華の別れ』の主題歌に起用され[3]、歌詞がアルバムに収録されているバージョンと一部異なっている。
- カップリング曲の「Green Requiem」は、前年に発売されたアルバム『Piano Stories』[4]のメインテーマをピアノソロにアレンジした楽曲。

## 収録曲
| 全作曲・編曲: 久石譲。 |                   |           |            |                                                |      |
| #                      | タイトル          | 作詞      | 作曲・編曲 | タイアップ                                     | 時間 |
| 1.                     | 「冬の旅人」      | 松本一起  | 久石譲     | フジ・東海テレビ系全国ネット『華の別れ』主題歌 | 4:32 |
| 2.                     | 「Green Requiem」 |           | 久石譲     |                                                | 4:58 |
| 合計時間:              | 合計時間:         | 合計時間: | 合計時間:  | 9:30                                           |      |

## 参加ミュージシャン
| 冬の旅人 - Joe Hisaishi : Vocal, Backing Vocal, Acoustic Piano, Fairlight III & Other Synthesizers - Fujimaru Yoshino : Guitar - Masatsugu Shinozaki Group : Strings - Yasuhiro Kido : Chorus - Kisyoshi Hiyama : Chorus - Junko Hirotani : Chorus Special Thanks To : Hiroyuki Idehara, Keiichiro Yoshida | Green Requiem - Joe Hisaishi : Acoustic Piano |

## 収録アルバム
| 曲名          | 収録作品          | 発売日         | 規格品番      | 備考               |
| ------------- | ----------------- | -------------- | ------------- | ------------------ |
| 冬の旅人      | 『illusion』      | 1988年12月21日 | N28U-702 (LP) | アルバムバージョン |
| 冬の旅人      | 『illusion』      | 1988年12月21日 | N32C-702 (CD) | アルバムバージョン |
| 冬の旅人      | 『PRIVATE』       | 2004年1月21日  | WRCT-1007     | アルバムバージョン |
| Green Requiem | 『Piano Stories』 | 1988年7月21日  | N28U-701 (LP) |                    |
| Green Requiem | 『Piano Stories』 | 1988年7月21日  | N32C-701 (CD) |                    |